# Leadville
Leadville ist Verwaltungssitz (County Seat) und als City einzige inkorporierte Ortschaft im Lake County des US-Bundesstaates Colorado.
Das U.S. Census Bureau hat bei der Volkszählung 2020 eine Einwohnerzahl von 2633 ermittelt.

## Geographie
Die frühere Goldgräberstadt liegt im Quellgebiet des Arkansas River unweit von Aspen in den Rocky Mountains. Sie ist die höchstgelegene inkorporierte City in den Vereinigten Staaten (es gibt jedoch höher gelegene Towns oder nicht inkorporierte Siedlungen). 
Nach den Angaben des United States Census Bureaus hat die Stadt eine Fläche von 2,7 km², die vollständig auf Land entfallen.

## Geschichte
Der Leadville Historic District ist ein Denkmalschutzbezirk, der in das National Register of Historic Places eingetragen ist und viele Bauwerke aus der Vergangenheit Leadvilles als Bergbaustadt umfasst.

### Oro City
Goldseife wurde 1860 während des Pikes-Peak-Goldrausches entdeckt und die Stadt Oro City entstand sprungartig in der Nähe des heutigen Leadville. Der Boom war allerdings von kurzer Dauer und Oro City wurde nie zu einer wichtigen Siedlung. Die Goldwäscher taten sich schwer mit dem Herauswaschen des Goldes aus dem schweren, braunen Sand.

### Entdeckung von Silber
1874 entdeckten die Goldwäscher von Oro City, dass es sich bei dem braunen Sand, der ihnen die Arbeit erschwerte, um das bleihaltige Mineral Cerussit handelte, das einen hohen Silberanteil hatte. Man folgte dem Cerussit zu seinem Ursprung und entdeckte 1876 mehrere Silberadern, in deren Nähe 1877 die Minenbesitzer Horace Austin Warner Tabor und August Meyer die Stadt Leadville gründeten. Damit setzte ein Silberboom ein. 1880 war Leadville eine der größten Silberbergbausiedlungen der Welt und hatte über 40.000 Einwohner.
1882 war im Tabor Opera House Oscar Wilde zu Gast, eine von mehreren Bekanntheiten jener Zeit, die in der Stadt Station machten. Bürgermeister David H. Dougan lud Wilde zu einem Besuch der Matchless Mine ein, um den neuen Schacht „The Oscar“ einzuweihen. Wilde schrieb später über den Besuch in einem Saloon in der Stadt, in dem ihm vor allem ein Hinweis über dem Piano aufgefallen war: „Bitte nicht den Pianisten erschießen. Er gibt sein Bestes.“
Um 1883 kam der Revolverheld Doc Holliday nach Leadville, kurze Zeit nach der Schießerei am O. K. Corral. Am 19. August 1884 schoss Holliday den ehemaligen Polizeibeamten Billy Allen nieder, nachdem dieser Holliday wegen nicht bezahlten Schulden in Höhe von 5 US-Dollar gedroht hatte. Die Jury befand ihn für nicht schuldig hinsichtlich des Angriffs mit Tötungsabsicht.
In den frühen Jahren seiner Existenz war Leadville Schauplatz einiger berühmtgewordener Schwindeleien. So brachte „Chicken Bill“ Lovell eine Schubkarre reichen Silbererzes in eine öde Grube seines Claims ein, um diesen zu einem hohen Preis an Horace Tabor zu verkaufen – Tabor konnte sich dennoch freuen, da seine Minenarbeiter einige Fuß tiefer gruben und so trotzdem auf eine reiche Ader stießen.

### Niedergang

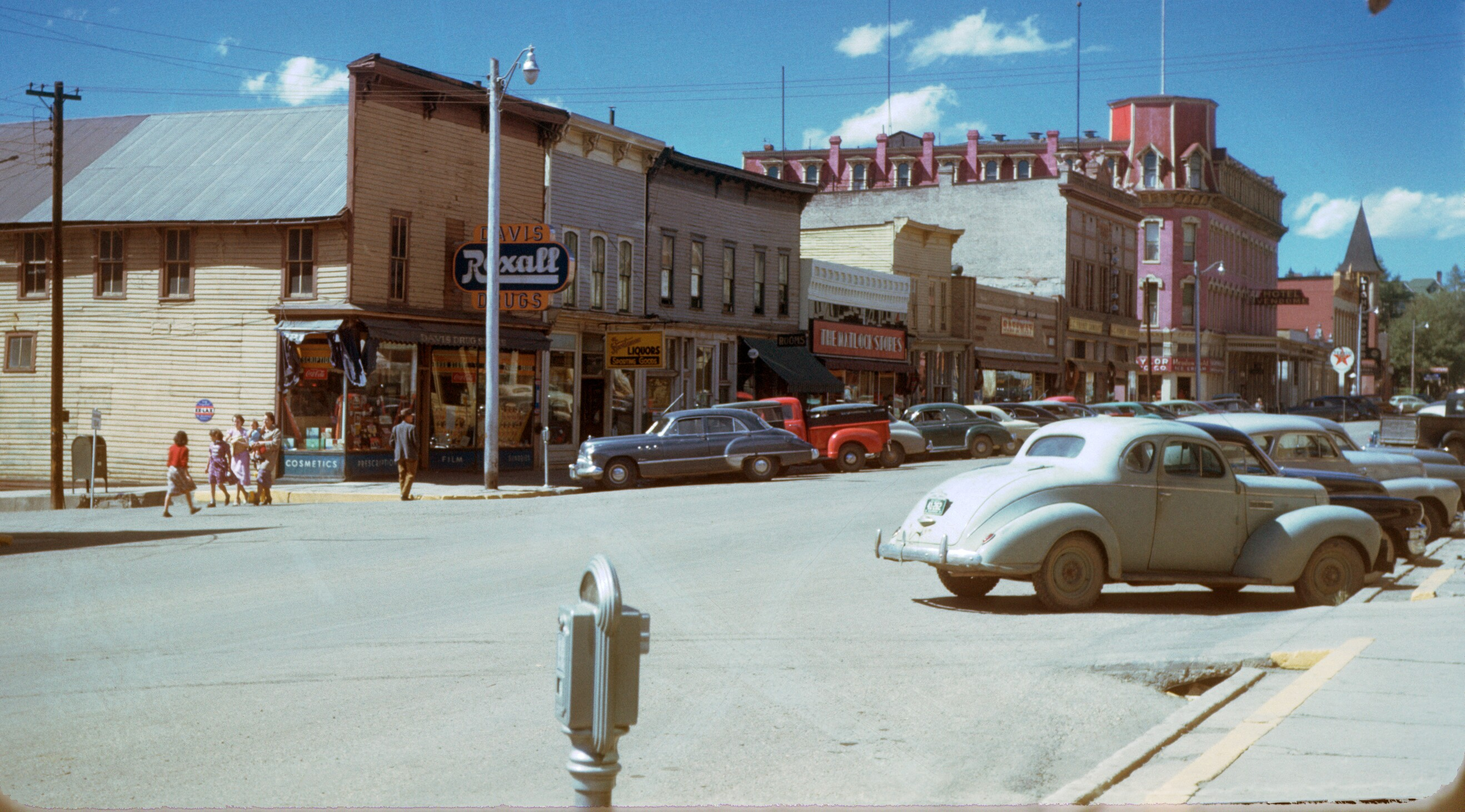
Leadville in den 1950er Jahren

Der Wohlstand der Stadt ging nach der Aufhebung des Sherman Silver Purchase Act im Jahr 1893 zurück, obwohl es später noch einen kleineren Goldboom gab. Die Bergbaugesellschaften begannen, sich auf den Abbau von Blei und Zink zu verlegen.
Insgesamt wurden im Bergbaubezirk Leadville über 2,9 Millionen Feinunzen Gold, 240 Millionen Feinunzen Silber, eine Million Short tons Blei, 785.000 short tons Zink und 53.000 short tons Kupfer gewonnen.
Während des Zweiten Weltkrieges wurde Leadville zu einem beliebten Besuchsort für Soldaten des nahe gelegenen Camp Hale; allerdings erst, nachdem die Stadt die Prostitution eindämmte – vorher hatte die United States Army den Besuch der Stadt ihren Angehörigen verboten. Die Army Air Forces erbauten das Leadville Auxiliary Airfield nordwestlich der Stadt. Der Krieg führte auch zu einem Anstieg des Abbaus von Molybdän im benachbarten Climax, wo zeitweise drei Viertel des weltweit geförderten Molybdäns abgebaut wurden.

### Historischer Distrikt und die Zeit nach dem Bergbau

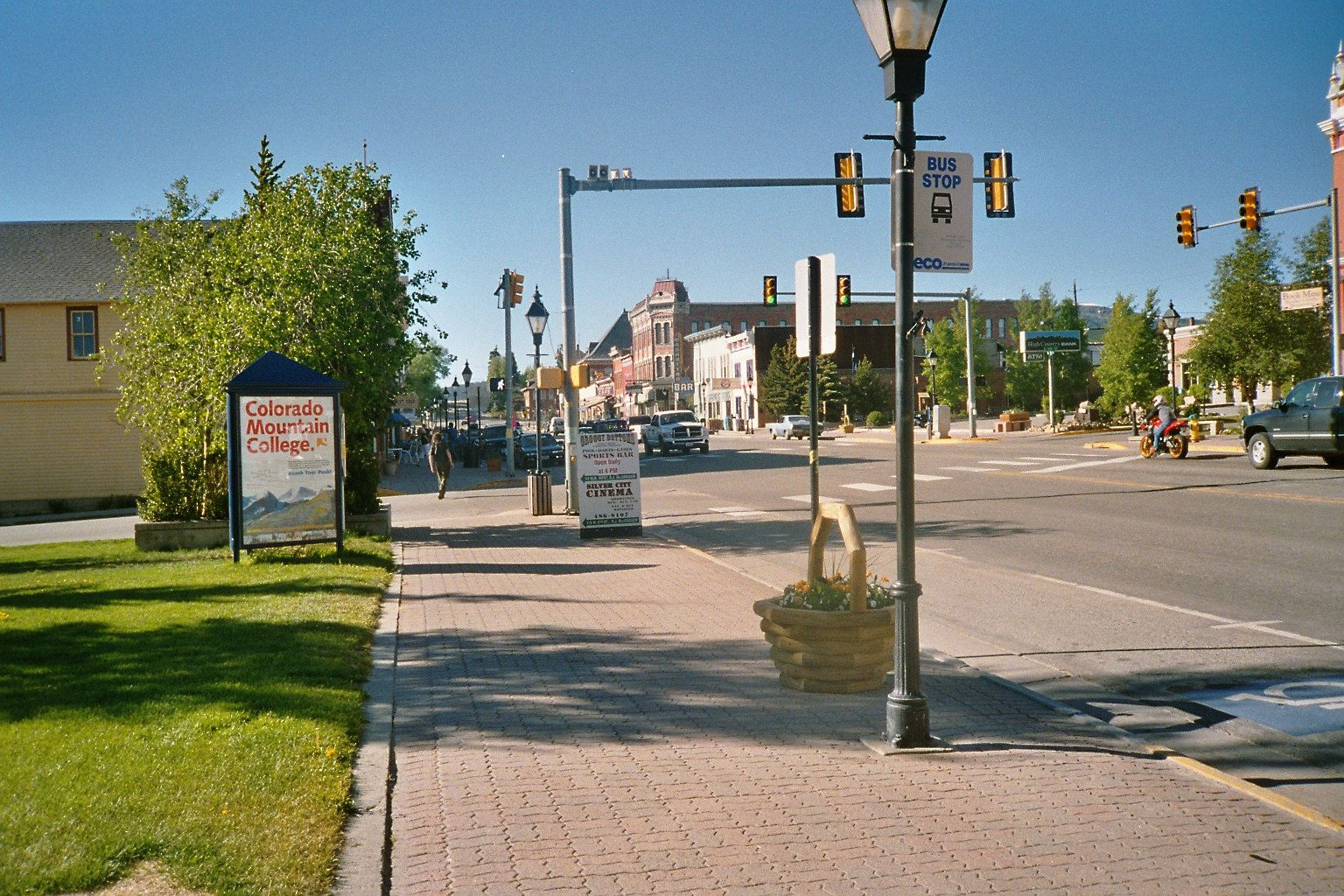
Downtown Leadville Juni 2005

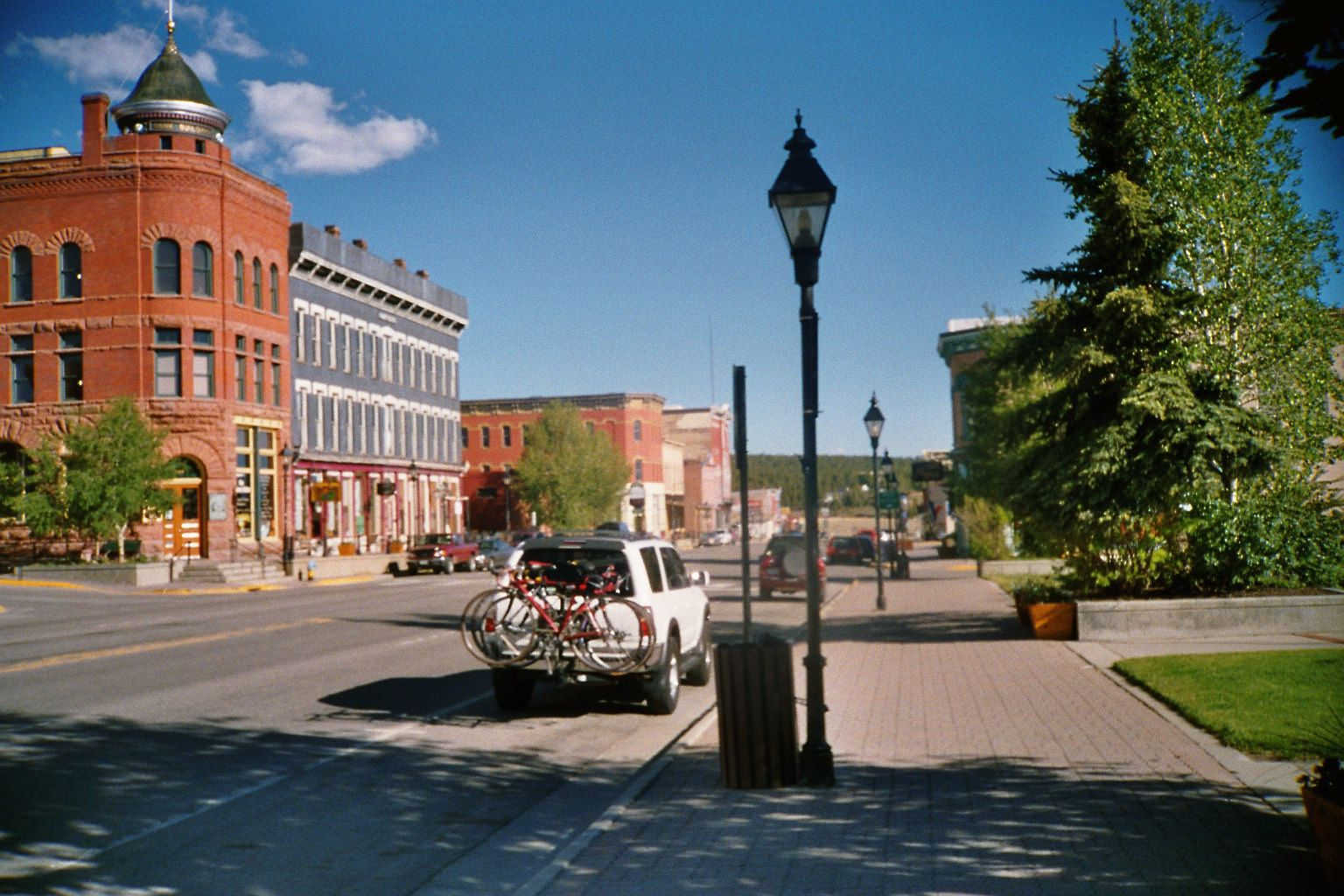
Downtown Leadville Juni 2005

Die Schließung des Bergwerks in Climax in den 1980er Jahren war ein schwerer Schlag für die wirtschaftliche Entwicklung der Stadt. Außerdem hatten die vielen Jahre des Bergbaus eine erhebliche Kontaminierung des Bodens und des Grundwassers hinterlassen, sodass die Environmental Protection Agency einige der früheren Bergwerksareale mit Superfundmitteln sanierte. Inzwischen ist die Stadt fast vollständig rekultiviert und die Superfund-Zuweisung läuft aus. Die Stadt hat unterdessen Maßnahmen ergriffen, um die örtliche Wirtschaft durch den Tourismus zu stärken und unterstreicht dabei die historische Bedeutung sowie die vielfältigen Möglichkeiten der Gegend zur Outdoor-Erholung.
Am 4. Juli 1961 wurde der Leadville Historic District als National Historic Landmark anerkannt. Im Oktober 1966 wurde der Historic District in das National Register of Historic Places eingetragen. Er umfasst 67 ehemalige Bergwerke östlich der Stadt, die bis in eine Höhe von 4000 m über dem Meeresspiegel hinaufreichen sowie einen Teil der Stadt, darunter die historischen Gebäude Tabor Grant Hotel, St. George's Church, Annunciation Church, Tabor Opera House, City Hall, Healy House, Dexter Cabin, Engelbach House und Tabor House. Gebäude, die nach 1917 entstanden, gehören nicht zu dem historischen Bezirk.
Die Höhe der Stadt und ihre bergige Umgebung dienen einer Reihe von Orientierungsläufen und Ultramarathonläufen sowie zum Höhentraining. An die Vergangenheit der Stadt erinnern mehrere Veranstaltungen im Jahresablauf, etwa die Boom Days am ersten Augustwochenende.

### Gefährdung der Stadt
Oberhalb von Leadville existiert ein Drainagetunnel, der während des Zweiten Weltkrieges erbaut wurde, um den Bergbau zu erleichtern. Dieses als Leadville Mine Drainage Tunnel (LMDT) bekannte Bauwerk wird vom Bureau of Reclamation unterhalten. Der Tunnel stürzte 2001 ein und in dem Bergwerksschacht, den der Tunnel entwässerte, sammelt sich seitdem das Wasser. Der Wasserdruck darin steigt seitdem stetig. Dabei handelt es sich um ein ernsthaftes Problem. Wenn die Blockade plötzlich nachgibt, würde sie nicht nur die kleine Ansiedlung East Fork Village zerstören, sondern auch den Arkansas River mit Schwermetallen kontaminieren und damit auch den Mississippi River belasten. Am 27. Februar 2008 hat das Abpumpen des Wassers begonnen.

## Demographie
Zum Zeitpunkt des United States Census 2000 bewohnten Leadville 2821 Personen. Die Bevölkerungsdichte betrug 1027,5 Personen pro km². Es gab 1514 Wohneinheiten, durchschnittlich 551,5 pro km². Die Bevölkerung Leadvilles bestand zu 83,52 % aus Weißen, 0,14 % Schwarzen oder African American, 1,28 % Native American, 0,32 % Asian, 0,11 % Pacific Islander, 12,34 % gaben an, anderen Rassen anzugehören und 2,30 % nannten zwei oder mehr Rassen. 25,45 % der Bevölkerung erklärten, Hispanos oder Latinos jeglicher Rasse zu sein.
Die Bewohner Leadvilles verteilten sich auf 1253 Haushalte, von denen in 24,7 % Kinder unter 18 Jahren lebten. 40,7 % der Haushalte stellten Verheiratete, 8,5 % hatten einen weiblichen Haushaltsvorstand ohne Ehemann und 46,1 % bildeten keine Familien. 35,0 % der Haushalte bestanden aus Einzelpersonen und in 9,2 % aller Haushalte lebte jemand im Alter von 65 Jahren oder mehr alleine. Die durchschnittliche Haushaltsgröße betrug 2,23 und die durchschnittliche Familiengröße 2,91 Personen.
Die Bevölkerung verteilte sich auf 21,1 % Minderjährige, 12,1 % 18–24-Jährige, 34,4 % 25–44-Jährige, 22,0 % 45–64-Jährige und 10,4 % im Alter von 65 Jahren oder mehr. Das Durchschnittsalter betrug 34 Jahre. Auf jeweils 100 Frauen entfielen 109,1 Männer. Bei den über 18-Jährigen entfielen auf 100 Frauen 107,8 Männer.
Das mittlere Haushaltseinkommen in Leadville betrug 36.714 US-Dollar und das mittlere Familieneinkommen erreichte die Höhe von 44.444 US-Dollar. Das Durchschnittseinkommen der Männer betrug 28.125 US-Dollar, gegenüber 23.512 US-Dollar bei den Frauen. Das Pro-Kopf-Einkommen belief sich auf 20.607 US-Dollar. 9,1 % der Bevölkerung und 13,3 % der Familien hatten ein Einkommen unterhalb der Armutsgrenze, davon waren 18,5 % der Minderjährigen und 7,5 % der Altersgruppe 65 Jahre und mehr betroffen.

## Wirtschaft und Infrastruktur
Der Flughafen Leadville (ICAO-Code KLXV) ist mit einer Höhe von 3028 m der höchstgelegene Flughafen der Vereinigten Staaten. Von hier aus werden jedoch keine Linienflüge angeboten; die nächstgelegenen Flughäfen mit Linienanbindung sind Eagle County Airport und Aspen-Pitkin County Airport, die jeweils etwa 100 Kilometer entfernt liegen.

### Highways
- U.S. Highway 24 ist eine Ost-West-Verbindung zwischen der Interstate 75 bei Clarkston und der Interstate 70 bei Minturn. Der westliche Endpunkt liegt 51 Kilometer nördlich von Leadville. Sie ist die Hauptstraße nach Vail und Colorado Springs.
- Colorado State Highway 91 ist eine 36 Kilometer lange Straßenverbindung von Leadville zur Interstate 70 bei Copper Mountain. Die Straße ist die Hauptverbindung nach Denver.

## Sehenswürdigkeiten
Die National Mining Hall of Fame ist ein 1987 gegründetes Bergbaumuseum.